# Pinus pringlei
Pinus pringlei  ist eine Pflanzenart aus der Gattung der Kiefern (Pinus) innerhalb der Familie der Kieferngewächse (Pinaceae). Das natürliche Verbreitungsgebiet liegt in Mexiko. Das Holz wird wirtschaftlich genutzt.

## Beschreibung

### Erscheinungsbild
Pinus pringlei wächst als immergrüner Baum und erreicht Wuchshöhen von 20 bis 25 Metern. Der Stamm ist gerade und erreicht einen Brusthöhendurchmesser von bis zu 100 Zentimetern. Die Stammborke ist dick, rau, rötlich braun bis graubraun und durch tiefe, rötlich braune Risse in kleine schuppenförmige Platten unterteilt. Die Äste stehen waagrecht oder überhängend, nahe der Spitze aufsteigend und bilden eine offene, breit kuppelförmige oder unregelmäßige Krone. Die Zweige sind dick, unelastisch, anfangs rau und erst nach Verlust der Pulvini glatt, unbehaart, rötlich braun und bläulich überlaufen.

### Knospen und Nadeln
Die vegetativen Knospen sind eiförmig-länglich bis zylindrisch und nicht harzig. Endständige Knospen sind 10 bis 15 Millimeter lang, seitständige Knospen sind kleiner und eiförmig-spitz. Die als Knospenschuppen ausgebildeten Niederblätter sind rötlich braun, lanzettlich bis pfriemförmig, 10 bis 12 Millimeter lang und trockenhäutig. Ältere Knospenschuppen zeigen eine zurückgebogene Spitze.
Die Nadeln wachsen zu dritt, selten zu viert in einer bis zu 20 Millimeter langen, sich später auf 10 bis 15 Millimeter verkürzenden, dunkel rotbraunen bis schwärzlichen Nadelscheide. Die Nadeln sind glänzend, gelblich-grün, grün oder glauk-grün, steif, gerade, 18 bis 25, selten ab 15 oder bis 25 Zentimeter lang und 1,0 bis 1,5 selten bis 1,7 Millimeter dick. Sie bleiben zwei bis drei Jahre am Baum. Der Nadelrand ist fein gesägt, das Ende spitz und stechend. Auf allen Nadelseiten gibt es schmale Spaltöffnungslinien. Es werden meist vier bis sieben, selten ab drei oder bis neun Harzkanäle gebildet.

### Zapfen und Samen
Die Pollenzapfen sind gelblich, eiförmig-länglich bis zylindrisch und ausgereift 1,5 bis 2,5 Zentimeter lang bei Durchmessern von etwa 8 Millimetern. Die Samenzapfen wachsen nahe den Enden von Zweigen, einzeln oder häufiger in Wirteln von zwei bis vier auf kurzen, kräftigen, gebogenen Stielen. Ausgereifte Zapfen sind geöffnet bei Längen von 5 bis 8, selten bis zu 10 Zentimetern sowie bei Durchmessern von 3,5 bis 6, selten bis zu 7 Zentimetern eiförmig, leicht gebogen oder asymmetrisch. Die 50 bis 100 Samenschuppen sind dick holzig, länglich, beinahe gerade und symmetrisch. Die Apophyse ist auf der inneren Seite des Zapfens beinahe flach bis leicht erhoben, auf der äußeren Seite etwas stärker hervorstehend, quer gekielt, im Umriss rhombisch bis fünfeckig, glänzend ockerfarben oder hellbraun. Der Umbo ist flach oder eingesenkt und mit einem kleinen, abfallenden  Stachel bewehrt.
Die dunkelbraunen bis grau-braunen Samen sind bei einer Länge von 4 bis 6 Millimetern verkehrt-eiförmig. Der Samenflügel ist 14 bis 18 Millimeter lang, 6 bis 8 Millimeter breit, durchscheinend und hellbraun.

## Vorkommen und Gefährdung

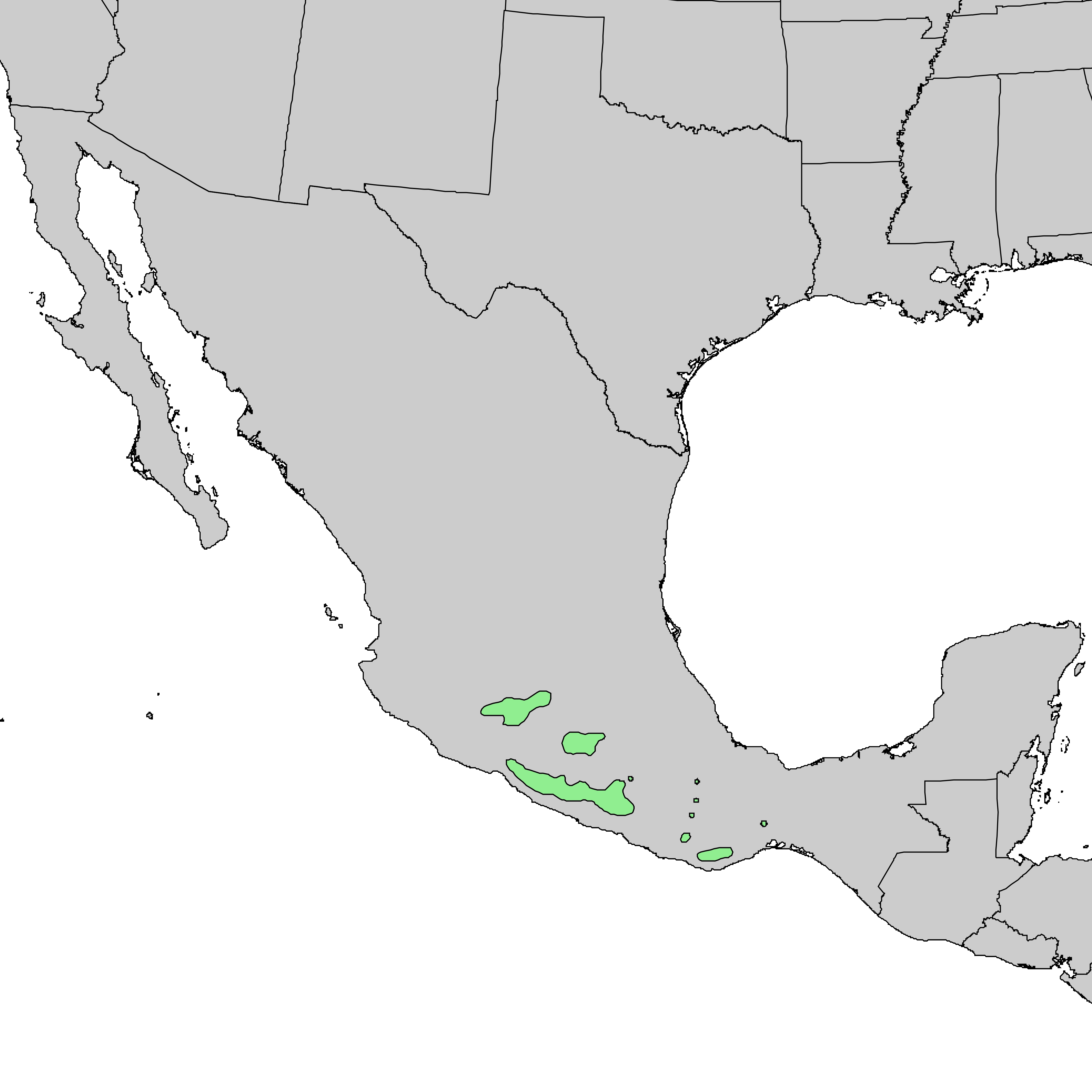
Natürliches Verbreitungsgebiet

Das natürliche Verbreitungsgebiet von Pinus pringlei liegt in den mexikanischen Bundesstaaten Michoacán, México, Morelos, Guerrero und Oaxaca, möglicherweise auch im westlichen Puebla.
Pinus pringlei wächst im subtropischen bis warmgemäßigten Klima in montanen Wäldern der Sierra Madre del Sur und in Teilen des Sierra Volcánica Transversal in Höhenlagen von 1500 bis 2600, manchmal bis 2800 Metern. Das Verbreitungsgebiet wird der Winterhärtezone 9 zugerechnet mit mittleren jährlichen Minimaltemperaturen zwischen -6,6° und -1,2° Celsius (20 bis 30° Fahrenheit). Die jährliche Niederschlagsmenge reicht von 1000 bis 2000 Millimeter, wobei der größte Teil in Sommergewittern zwischen Juni und September fällt. Die Wälder sind meist Kiefernwälder oder Mischwälder aus Kiefern und Eichen, in denen man die Art zusammen mit Pinus douglasiana, Pinus patula, Pinus maximinoi, Pinus oocarpa und Pinus pseudostrobus findet. In trockeneren Gebieten, häufig mit sekundären Wäldern, findet man sie öfter mit Pinus lawsonii und Pinus devoniana.
In der Roten Liste der IUCN wird Pinus pringlei als „nicht gefährdet“ (= „Lower Risk/least concern“) eingestuft. Es wird jedoch darauf hingewiesen, dass eine Neubeurteilung notwendig ist.

## Systematik
Die Erstbeschreibung von Pinus pringlei erfolgte 1905 durch George Russell Shaw im Werk von Charles Sprague Sargent: Trees and Shrubs, Band 1, Teil 4, Seite 211, Tafel 100. Das Artepitheton pringlei ehrt den Sammler Cyrus Guernsey Pringle (1838–1911), der mehrere Pflanzensammlungen in Mexiko durchführte, und auch das Typusexemplar dieser Art sammelte. Das Typusmaterial wurde 1904 in Michoacán ("hilltops near Uruapán") gesammelt und mit der Herbarnummer Pringle 10019 hinterlegt. Es wurde 1997 durch A. Farjon und B. T. Styles in Pinus (Pinaceae). in Flora Neotropica, Volume 75, Seite 177 als Lektotypusmaterial festgelegt. Sie ist eine der wenigen mexikanischen Pinus-Arten, die keine Synonyme aufweist.
Die Art Pinus pringlei gehört zur Untersektion Australes aus der Sektion Trifoliae in der Untergattung Pinus innerhalb der Gattung Pinus. Pinus pringlei ähnelt den beiden nahen Verwandten Pinus teocote und Pinus herrerae in der Beschaffenheit des Holzes und durch die dreinadeligen Nadelbündel, Pinus pringlei hat jedoch dickere und steifere Nadeln als die beiden anderen Arten.

## Verwendung
Das Holz von Pinus pringlei ist dicht und wird als Bauholz verwendet, das Harz wird wirtschaftlich gewonnen. Eine Verwendung als Zierpflanze ist nicht bekannt.